# Syndroom van Dandy-Walker
Het syndroom van Dandy-Walker is een aangeboren afwijking gekenmerkt door een verkleind cerebellum en cysten in het vierde ventrikel. Een belangrijke hersenafwijking bij het syndroom van Dandy-Walker is de afwezigheid van de vermis, het middenstuk van het cerebellum. Tevens treedt er een vergroting van alle ventrikels op.

## Kenmerken
Symptomen van het syndroom treden vaak op als baby. Een belangrijk symptoom is vertraagde motorische ontwikkeling en een progressief toenemende grootte van de schedel. In oudere kinderen met het syndroom is er vaak sprake van geïrriteerdheid, overgeven en convulsies.